# Przewód uziemiający
Przewód uziemiający E (ang. earthing conductor lub grounding conductor) – przewód elektryczny stanowiący drogę przewodzącą lub jej część, między danym punktem sieci, instalacji lub urządzenia elektrycznego a uziomem.